# コール・スプラウス
コール・スプラウス（Cole Sprouse, 1992年8月4日 - ）は、ディズニー・チャンネルの人気シリーズ『スイート・ライフ』とスピンオフ『スイート・ライフ オン・クルーズ』のコーディ・マーティン役で有名なアメリカ合衆国の俳優。有名子役として、双子の兄ディラン・スプラウスと共に様々な作品に出演した。2017年、CWの人気シリーズ『リバーデイル』で主役の一人ジャグヘッド・ジョーンズを演じている。

## 来歴
本名はコール・ミッチェル・スプラウス (Cole Mitchell Sprouse)。イタリアのトスカーナ州アレッツォ生まれ。両親はマシュー・スプラウスとメラニー・ライト。ディラン・スプラウスとは一卵性双生児であり、兄のディランより15分遅く生まれた。コールという名前は、ジャズ歌手でピアニストのナット・キング・コールにちなんで付けられた。生後4か月で両親の故郷であるカリフォルニア州ロングビーチに戻った。

## キャリア

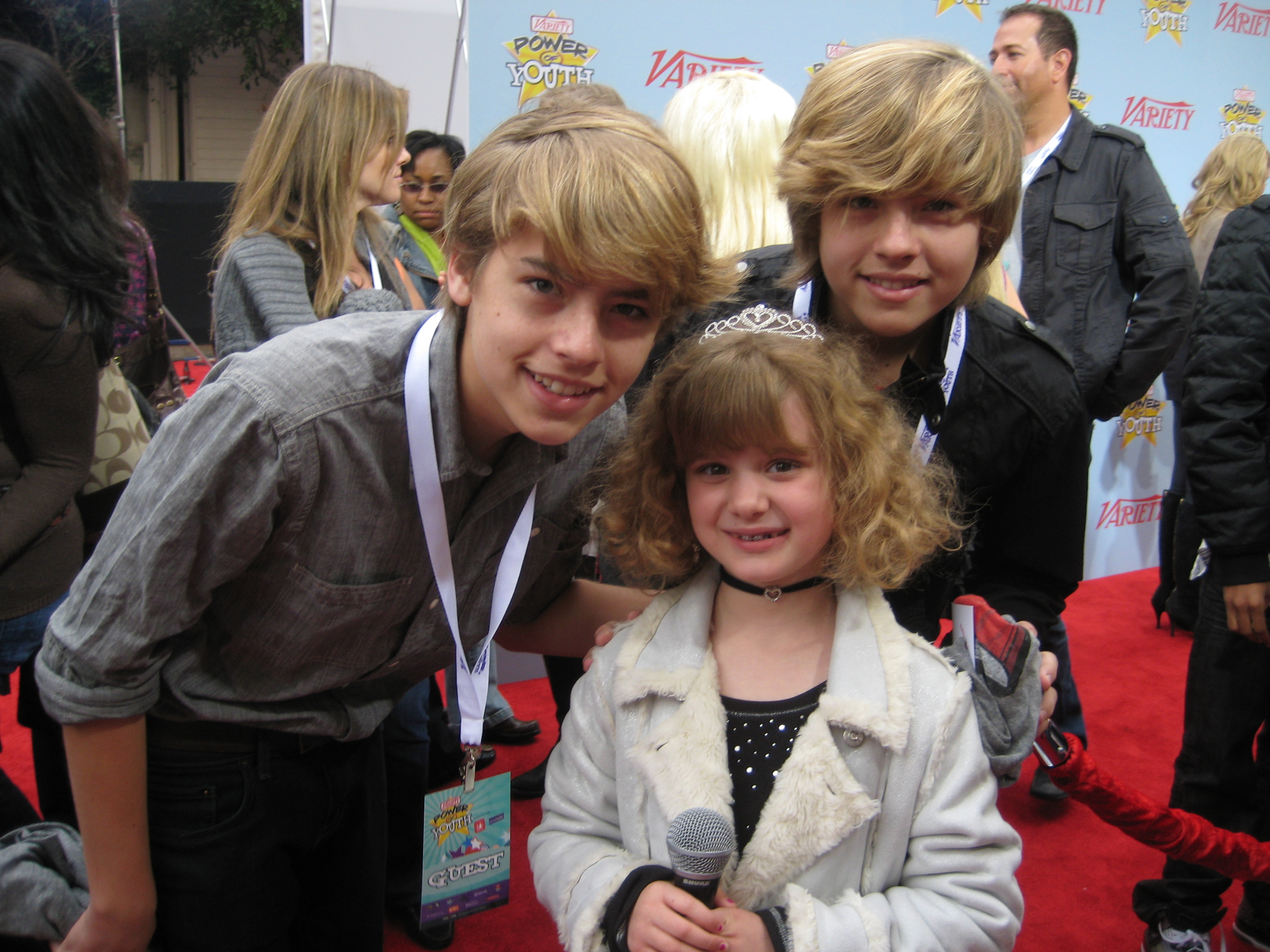
2009年のイベントでのコール（左）と兄のディラン（右）

コールは兄のディランと共に、演劇の教師かつ女優であった母方の祖母ジョニン・ブース・ライトからの提案を受けて、生後8か月で子役としてのキャリアを始めた。子役として数々のコマーシャル、テレビ番組、映画に出演したが、ほとんどの作品でディランと二人で一人の役を演じている。ディランと共に演じた役として、1999年の映画『ビッグ・ダディ』で主人公が世話をする羽目になるジュリアン役、2002年の『変身パワーズ』で主人公の幼少時代の役が挙げられる。また、2001年からNBCのシットコム『フレンズ』でロス・ゲラーの息子ベン・ゲラー役を演じ、コールが初めて一人で役を演じた。2005年には、兄のディランと共にディズニーチャンネルのオリジナルシリーズ『スイート・ライフ』に兄弟役で出演し、コールはコーディ・マーティン役を演じた。この作品によってスプラウス兄弟は一躍人気子役となり、2008年のスピンオフ『スイート・ライフ オン・クルーズ』などの作品に出演した。
2016年2月9日、アーチー・コミックを基にしたCWのドラマ『リバーデイル』のメインキャストの一人ジャグヘッド・ジョーンズ役に抜擢された。このドラマは、2017年1月26日に第1話が放送された。
2019年3月、恋愛映画『ファイブ・フィート・アパート』で同じ病気を患う女の子と恋に落ちる嚢胞性線維症の患者を演じた。この作品は、スプラウスが『ビッグ・ダディ』以降初めて主役を演じた長編映画である。
2020年には、8話編成のポッドキャスト "Borrasca" で主役を演じた。

## 私生活
漫画やアニメの大ファンであり、ロサンゼルスのコミックストア「メルトダウン」で働いていたこともある。
2011年から4年間、演技から離れて学業に専念することを決め、兄のディランと共にニューヨーク大学に入学した。当初は映画やテレビ制作に関する研究に興味を持っていたが、結果的に考古学研究科に入学し、2015年5月に卒業した。在学中には地理情報システムと衛星画像を専門とし、ヨーロッパとアジアでの発掘調査にも参加した。ブルガリアでの発掘調査の際、ディオニューソスのマスクを発掘した。
スプラウスは写真に興味を持っており、2011年に個人的な写真のウェブサイトを立ち上げ、ニューヨーク大学で授業を受けた。ティーン・ヴォーグ（英語版）やW誌（英語版）などの主要なファッション雑誌においてプロの写真家として撮影を行ったこともある。
『リバーデイル』の放送が始まった直後の2017年2月、ドラマで恋人役のベティを演じる女優のリリ・ラインハートと付き合っているという噂が流れた。スプラウスとラインハートは共に秘密主義であるため噂を認めることはなかったが、2018年5月のメットガラのレッドカーペットに二人で登場し、付き合っていることが公式となった。共に雑誌の表紙を飾るなど仲睦まじい姿がファンの心を捉えていたが、2020年5月頃から破局の噂が流れ始め、8月20日にスプラウスが自身のInstagramアカウントで、1月から距離を置くようになり3月に完全に破局したと認めた。
2020年5月31日、スプラウスは警察官によるジョージ・フロイド殺害事件以降人種差別の撤廃を声高に訴えており、ロサンゼルスでのデモに加わった際に逮捕された。

## 出演作品
『フレンズ』を除く2017年以前のすべての出演は兄ディランと共演である。

### 映画
| 年     | 題名                                                      | 役                     | 備考                   | 脚注   |
| ------ | --------------------------------------------------------- | ---------------------- | ---------------------- | ------ |
| 1999年 | ビッグ・ダディ                                            | ジュリアン・マクグラス | 主役                   | [ 7 ]  |
| 1999年 | ノイズ                                                    | ツイン                 |                        |        |
| 2001年 | Diary of a Sex Addict（原題）                             | サミーJr               | 劇場公開なし           | [ 25 ] |
| 2001年 | I Saw Mommy Kissing Santa Claus（原題）                   | ジャスティン・カーバー |                        | [ 26 ] |
| 2002年 | 変身パワーズ                                              | ピスタチオの幼少期     |                        | [ 8 ]  |
| 2002年 | Eight Crazy Nights（原題）                                | おもちゃの兵士         | 声の出演               |        |
| 2003年 | Apple Jack（原題）                                        | ジャック・パイン       | 短編映画               | [ 27 ] |
| 2003年 | Just for Kicks（原題）                                    | コール・マーティン     | 劇場公開なし           | [ 28 ] |
| 2004年 | The Heart Is Deceitful Above All Things（原題）           | ジェレマイア           |                        | [ 29 ] |
| 2006年 | Holidaze: The Christmas That Almost Didn't Happen（原題） | 子ども                 | 声の出演；劇場公開なし | [ 30 ] |
| 2007年 | A Modern Twain Story: The Prince and the Pauper（原題）   | エディ・チューダー     |                        | [ 31 ] |
| 2009年 | The Kings of Appletown（原題）                            | クレイトン             |                        |        |
| 2010年 | Kung Fu Magoo（原題）                                     | ブラッド・ランドリー   | 劇場公開なし           | [ 32 ] |
| 2019年 | ファイブ・フィート・アパート                              | ウィル・ニューマン     | 主役                   |        |
| 2024年 | Lisa Frankenstein                                         |                        | ポストプロダクション   |        |

### テレビ
| 年              | 題名                                    | 役                       | 備考                                                      | 脚注   |
| --------------- | --------------------------------------- | ------------------------ | --------------------------------------------------------- | ------ |
| 1993年 - 1998年 | Grace Under Fire（原題）                | パトリック・ケリー       | 主役                                                      | [ 33 ] |
| 1998年          | マッドTV！                              | 子供                     | ゲスト出演：第2話                                         |        |
| 2000年 - 2002年 | フレンズ                                | ベン・ゲラー             | 第7話（クレジットはコール・ミッチェル・スプラウス）       |        |
| 2001年          | ナイトメア・ルーム                      | バディ                   | エピソード：「生きている人形」                            |        |
| 2001年          | ザット'70sショー                        | ビリー                   | エピソード：「エリックのうつ病」                          |        |
| 2005年 - 2008年 | スイート・ライフ                        | コーディー・マーティン   | 主役                                                      |        |
| 2006年          | ラマだった王様 学校へ行こう！           | ジム                     | 声の出演；エピソード：「おみくじクッキー/シュアカの黄金」 |        |
| 2006年          | レイブン 見えちゃってチョー大変！       | コーディー・マーティン   | エピソード：「あっと驚く理想の人！」                      | [ 34 ] |
| 2008年          | According to Jim（原題）                | 本人役                   | エピソード："I Drink Your Milkshake"                      |        |
| 2008年 - 2011年 | スイート・ライフ オン・クルーズ         | コーディー・マーティン   | 主役                                                      | [ 11 ] |
| 2009年          | ウェイバリー通りのウィザードたち        | コーディー・マーティン   | エピソード：「わくわくティーン・クルーズ 」               | [ 35 ] |
| 2009年          | シークレット・アイドル ハンナ・モンタナ | コーディー・マーティン   | エピソード：「ママのアンクレット」                        |        |
| 2010年          | 爆音家族                                | コーディー・マーティン   | エピソード：「スイート・ウィーゼル オン・クルーズ」       |        |
| 2011年          | スイートライフ・ザ・ムービー            | コーディー・マーティン   | テレビ映画                                                | [ 7 ]  |
| 2012年          | めっちゃ ソー・ランダム                 | 本人役                   | エピソード：「コール&ディラン・スプラウス」               |        |
| 2017年 -        | リバーデイル                            | ジャグヘッド・ジョーンズ | 主役                                                      |        |
| 2020年          | Borrasca（原題）                        | サム・ウォーカー         | ポッドキャスト                                            |        |